# Кара-Чыраанский сумон
Кара-Чыраанский сумон, сумон (сельское поселение) Кара-Чыраа — административно-территориальная единица (сумон) и муниципальное образование со статусом сельского поселения в Сут-Хольском кожууне Тывы Российской Федерации.
Административный центр и единственный населённый пункт сумона — село Кара-Чыраа.

## География
На территории сумона находится памятник природы регионального значения — озеро Сут-Холь.

## Население
| 2017 | 2018 |
| ---- | ---- |
| 805  | ↗809 |